# Бек, Клод
Клод Бек (англ. Claude Schaeffer Beck, 8 ноября 1894 – 14 октября 1971) — один из пионеров кардиохирургии, известен изучением патофизиологии тампонады сердца (триада Бека), разработкой техники ушивания ран и повреждений при тупых травмах сердца, первыми операциями при опухолях сердца, при постинфарктной аневризме левого желудочка, а также операциями при ишемической болезни сердца (операции Бек I и Бек II). Кроме того, в 1947 г. Клод Бек впервые выполнил успешную дефибрилляцию сердца в клинике 